# Urejanje s kopico
Urejanje s kopico ali urejanje z izboljšanim izbiranjem (angleško HeapSort) je algoritem za urejanje podatkov, ki temelji na algoritmu urejanja z navadnim izbiranjem, a za shranjevanje še neurejenih elementov uporablja maksimalno kopico.

## Delovanje
Algoritem na začetku v tabeli iz neurejenih elementov zgradi maksimalno kopico, nato pa se zamenjata koren kopice(največji element) in zadnji list kopice. Ker je element v korenu sedaj manjši od sinov, dobljeno drevo ni kopica - to popravimo tako, da se novi koren rekurzivno zamenjuje z večjim izmed sinov. Lahko rečemo tudi, da se pogreza. Največji element, ki je sedaj na mestu zadnjega lista, pa po zamenjavi ni več del kopice, ampak predstavlja trenutno urejeni del tabele. Ko se postopek zamenjevanja elementov in popravljanja kopice ponavlja, se na desni strani tabele nabirajo urejeni elementi, kopica pa se zmanjšuje. Algoritem se zaključi, ko ima kopica en sam element.

## Zahtevnost
Časovna zahtevnost je v vseh primerih {\displaystyle O(n\log n)}, prostorska zahtevnost pa je {\displaystyle O(1)}.

## Psevdokoda
```
  
void
 
urediSKopico
(
tabela
[])
 
{

    
//v tabeli zgradimo maksimalno kopico

    
zgradiKopico
(
tabela
);

    
konec
 
=
 
length
(
tabela
)
-1
;

    
do
 
{

      
//zamenjamo koren in zadnji list kopice

      
zamenjaj
(
0
,
 
konec
);

      
//zmanjšamo velikost kopice

      
konec
--
;

      
//in popravimo kopico

      
pogrezniKopico
(
tabela
,
 
0
,
 
konec
);

    
}
 
while
 
(
konec
 
>
 
0
);

  
}

  
void
 
zgradiKopico
(
tabela
[])
 
{

    
//graditi začnemo z uporabo elementov predzadnjega in zadnjega nivoja

    
start
 
=
 
(
length
(
tabela
)
-2
)
/
2
;

    
do
 
{

      
pogrezniKopico
(
tabela
,
 
start
,
 
length
(
tabela
)
-1
);

      
start
--
;

    
}
 
while
 
(
start
 
>=
 
0
);

  
}

  
void
 
pogrezniKopico
(
tabela
[],
 
start
,
 
konec
)
 
{

    
stars
 
=
 
start
;

    
otrok
 
=
 
start
*
2
+
1
;

    
while
 
(
otrok
 
<=
 
konec
)
 
{

      
//če desni otrok obstaja in je večji od levega, izberemo desnega

      
if
 
((
otrok
+
1
 
<=
 
konec
)
&&
(
tabela
[
otrok
+
1
]
 
>
 
tabela
[
otrok
]))

        
otrok
++
;

      
//če je stars večji od otrok imamo kopico in končamo

      
if
 
(
tabela
[
stars
]
 
>=
 
tabela
[
otrok
])
 
return
;

      

      
zamenjaj
(
stars
,
 
otrok
);

      
//po menjavi gremo en nivo nižje v kopici

      
stars
 
=
 
otrok
;

      
otrok
 
=
 
otrok
*
2
+
1
;

    
}

  
}

```